# Уэнтуорт (телесериал)
«Уэнтуорт» (англ. Wentworth) — австралийский драматический телесериал. Впервые он был показан на SoHo 1 мая 2013 года. Сериал служит переосмыслением (ремейком) «Узник» (англ. Prisoner), который транслировался на телеканале «Network Ten» c 1979 по 1986 год. Лара Радулович и Дэвид Ханнам разработали Уэнтуорт из оригинальной концепции Рега Уотсона. Действие сериала разворачивается в наши дни и первоначально фокусируется на ранних днях Би Смит (Даниэль Кормак) в тюрьме и её последующем восхождении на вершину тюремной иерархии. После ухода Кормак (Би Смит) из шоу в конце четвёртого сезона, сериал переместил своё внимание на других персонажей.
В течение первых 3-х сезонов Уэнтуорт снимался на специально построенных декорациях в пригороде Клейтона, Штат Виктория (Австралия). Производство переехало в Ньюпорт, Штат Виктория (Австралия), начиная с 4-го сезона. Шоу получило в основном положительный прием от критиков, а первый эпизод стал самой популярной премьерой Австралийского драматического сериала в истории Фокстел. Сериал был подхвачен несколькими странами, в том числе Новой Зеландией и Великобританией, где он получил новое название «Тюрьма Уэнтуорт».
6-й сезон был введён в производство компанией Фокстел 9 мая 2017 года; его начали снимать на следующей неделе, а премьера состоялась в июне 2018 года.
7-й сезон был введён в разработку в апреле 2018 года, до премьеры 6-го сезона, премьера 7-го сезона состоялась 28 мая 2019 года. В декабре 2018 года было подтверждено, что ещё 20 эпизодов были введены в разработку, а производство началось в сентябре 2019 года, и эпизоды будут транслироваться до 2020 и 2021 годов.

## Сюжет
Уэнтуорт повествует о тюрьме в современной Австралии. Сериал начинается с истории Би Смит (Даниэль Кормак), которая впервые попадает в тюрьму по обвинению в покушении на убийство мужа. Смит отправляют в Уэнтуорт в предварительном заключении, где она живёт в «неопределённом подвешенном состоянии», пока не состоится суд. Начав свою тюремную биографию в нижней части иерархии Уэнтуорта, Би вынуждена научиться выживать в тюрьме. Там же, Би заводит новые знакомства в своём блоке, в лице Френки Дойл (Николь Да Силва), Альфа-самки тюрьмы Уэнтуорт, которую позже сдвинет с пьедестала.

## Актёры и персонажи

### В главных ролях
- Даниэль Кормак — Би Смит[англ.], заключённая (1–4 сезоны).
- Николь Да Силва — Френки Дойл[англ.], заключённая (1–6 сезоны).
- Кейт Эткинсон[англ.] — Вера Беннет, заместитель управляющей, позже управляющей, позже офицер, фактически заместитель управляющего[2] (1–8 сезоны).
- Робби Магасива[англ.] — Уилл Джексон, офицер, позже заместитель управляющей и в конце управляющий (1–8 сезоны).
- Катрина Милошевич[англ.] —  Сьюзанн «Бумер» Дженкинс, заключённая[3] (1–8 сезоны).
- Селия Айрлэнд[англ.] — Лиз Бёрдствуд, заключённая (1–7 сезоны).
- Шарина Клэнтон[англ.] — Дорин Андерсон, заключённая (1–5 сезоны).
- Сократис Отто[англ.] — Максин Конвей[англ.], заключённая, транссексуалка (2-4 сезоны).
- Памела Рэйб[англ.]  — Джоан Фергюсон[англ.], управляющая, позже заключённая (2-8 сезоны).
- Либби Тэннер[англ.] — Бриджет «Гиджет» Вестфолл, психотерапевт (3–6 сезоны).
- Тэмми Макинтош — Карен ''«Каз»'' Проктор[англ.], глава «Пламенной руки возмездия», позже заключённая (3–7 сезоны).
- Кейт Дженкинсон[англ.] —  Элли Новак[англ.], заключённая (4–8 сезоны).
- Бернард Карри —  Джейк Стюарт, офицер и временный заместитель управляющей (4–8 сезоны).
- Сигрид Торнтон — Соня Стивенс, заключённая (4–6 сезоны).
- Сьюзи Портер —  Мари Винтер, заключённая (6–8 сезоны).
- Леа Пурселл[англ.] —  Рита Коннорс, агент под прикрытием, позже заключённая, сестра Руби (6–8 сезоны).
- Рарривуи Хик[англ.] —  Руби Митчелл, заключённая, сестра Риты (6–8 сезоны).
- Девид де Латур[англ.] — Грег Миллер, психотерапевт (7–8 сезоны).
- Джейн Холл — Энн Рейнольдс, управляющая (8 сезон)
- Кейт Бокс — Лу "Пальчики" Келли, заключённая (8 сезон)
- Зои Теракс — Ребекка "Реб" Кин, заключённая, транссексуалка (8 сезон)
- Вивьен Авосога — Джуди Брайнт, заключённая, террористка (8 сезон)
- Аарон Джеффри[англ.] — Мэттью Флетчер, офицер (1–3 сезоны).
- Крис МакКвейд[англ.] — Джекс Холт, заключённая (1 сезон).
- Лианна Уолсмен[англ.] — Эрика Дэвидсон, психотерапевт, позже управляющая (1 сезон).

### Периодические персонажи
- Жаклин Бреннан — Линда "Смайл" Майлз, офицер, позже заместитель управляющего (1–8 сезоны).
- Мартин Сакс[англ.] — Дерек Ченнинг, член совета директоров, владелец борделя (1–6 сезоны).
- Катрин МакКлементс[англ.] — Мэг Джексон, управляющая (1 сезон).
- Бесси Холланд — Стелла Радик, заключённая (2–5 сезоны).
- Сэлли Энн Аптон — Люси "Джулс" Гамбаро, заключённая (3–6 сезоны).[4]
- Артемис Иоаннидес — Виктория "Вики" Коста, заключённая (6–7 сезоны).
- Рик Дональд — Шон Броуди, офицер (7 сезон).
- Моргана О’Рейли[англ.] — Нарелли Стэнг, заключённая (7 сезон).
- Джон Бах[англ.] — Винни Холт, муж заключённой Джекс Холт (1 сезон).
- Луиза Харрис[англ.]  — Ронни Катсис, заключённая (1 сезон).
- Ронда Дам — Филиппа Тёрнер, заключённая (1 сезон).
- Джэйк Райан — Гарри Смит, муж заключённой Би Смит[англ.] (1-2 сезоны; камео в 3 сезоне).
- Джорджия Флуд[англ.] — Дебби Смит, дочь Би Смит[англ.] и Гарри Смита (1-2 сезоны; камео в 4 сезоне).
- Линетт Каррен[англ.] — Рита Беннетт, мать Веры Беннетт (1-2 сезоны).
- Риф Айрлэнд — Брейден Холт, сын Джекс Холт (1-2 сезоны).
- Элли Фоулер[англ.]— Симон Слейтер, заключённая (1-2 сезон; камео в 3 сезоне).
- Мелитта Джаст — Меган Саммерс (1-2 сезоны).
- Джада Альбертс — Тоня Гудес, заключённая (1-2 сезоны).
- Энни Джонс — Рейчел Сэнгер (1-2 сезоын).
- Ра Чэпман[англ.] — Ким Чан, заключённая (1-5 сезоны).
- Кэтерин Бек[англ.] — Скай Пирсон, заключённая (2 сезон).
- Тони Бриггс[англ.] — Стив Фолкнер, офицер (2 сезон).
- Стив Ле Маркванд[англ.] — Колин Бейтс, заключённый (2 сезон).
- Кэтрин Холлидей — Сара Бриггс (2 сезон).
- Скотт Парметер — Крис Бакула, офицер (1-3 сезоны).
- Бенни Харрисон — Розалинда "Роз" Яго (1-3 сезоны).
- Кассандра Маграт[англ.] — Хейли Йованки (1-3 сезоны).
- Джорджия Чара[англ.] — Джесс Уорнер, заключённая (2-3 сезоны).
- Эдвина Сэмюэлс — Софи Дональдсон, аключённая (2-3 сезоны).
- Касия Качмарек — Линдси Коултер, заключённая (2-3 сезоны).
- Кристин О’Лири — Келли Брайант, заключённая (2-3 сезоны).
- Алекс Менглет[англ.] — Иван Фергюсон, видение Джоан Фергюсон (2-3 сезоны).
- Мэгги Наури — Роуз Аткинс, заключённая (2-3 сезоны).
- Тасиа Залар — Джианна Райли, заключённая ( 2-3 сезоны).
- Тони Николакопоулос — Нильс Джаспер, наёмный убийца Джоан Фергюсон (2-4 сезоны).
- Люк МакКензи — Нэш Тейлор, заключённый, позже парень Дорин Андерсон (2-5 сезоны).
- Пиа Миранда[англ.] — Джоди Спитери, заключённая (3 сезон).
- Дэмиен Ричардсон[англ.] — Майкл Мирс, детектив (3 сезон).
- Майлс Парас —  Синди Лу, заключённая (3 сезон).
- Шарли Тджо — Тина Меркандо, заключённая (3-5 сезоны).
- София Катос — Мел Барретт, заключённая (4-5 сезоны).
- Стив Бастони[англ.] — Дон Каплан, коррумпированный детектив (4-5 сезоны).
- Хантер Пейдж-Лошар[англ.]  — Шейн Батлер, несовершеннолетний преступник (4-5 сезоны).
- Мадлен Йевич — Ли Рэдклифф, медсестра (4-6 сезоны).
- Ричард Сазерленд — Алан Дойл, отец Френки Дойл[англ.](1 сезон; 4-6 сезоны).
- Катерина Коцонис[англ.] — Бренда Мёрфи, офицер (4-6 сезоны).
- Даниэль Алексис — Дана Малуф, заключённая (5-5 сезоны).
- Зара Ньюман[англ.] — Айман Фара, заключённая (5-5 сезоны).
- Наталия Новика — Зара Драгович, заключённая, правая рука Мари Винтер (6 сезоны).
- Шэйн Коннор[англ.] — Рэй Хаузер, байкер и парень Риты Коннорс (6-7 сезоны).
- Марта Качмарек[англ.] — Мардж Новак, заключённая (2, 5 сезоны).

## Эпизоды
| Сезон | Сезон | Эпизоды | Эпизоды | Оригинальная дата выхода | Оригинальная дата выхода | Оригинальная дата выхода               |
| Сезон | Сезон | Эпизоды | Эпизоды | Премьера сезона          | Финал сезона             | Сеть                                   |
| ----- | ----- | ------- | ------- | ------------------------ | ------------------------ | -------------------------------------- |
|       | 1     | 12      | 12      | 1 мая 2013               | 3 июля 2013              | [:en:SoHo_(Australian_TV_channel)]SoHo |
|       | 2     | 12      | 12      | 20 мая 2014              | 5 августа 2014           | [:en:SoHo_(Australian_TV_channel)]SoHo |
|       | 3     | 12      | 12      | 7 апреля 2015            | 23 июня 2015             | [:en:SoHo_(Australian_TV_channel)]SoHo |
|       | 4     | 12      | 12      | 10 мая 2016              | 26 июля 2016             | [:en:SoHo_(Australian_TV_channel)]SoHo |
|       | 5     | 12      | 12      | 4 апреля 2017            | 20 июня 2017             | Fox Showcase                           |
|       | 6     | 12      | 12      | 19 июня 2018             | 4 сентября 2018          | Fox Showcase                           |
|       | 7     | 10      | 10      | 28 мая 2019              | 30 июля 2019             | Fox Showcase                           |
|       | 8     | 20      | 10      | 28 июля 2020             | 29 сентября 2020         | Fox Showcase                           |
|       | 8     | 20      | 10      | 24 августа 2021          |                          | Fox Showcase                           |

### Сезон 1 (2013-2013)
| № общий | № в сезоне | Название                                       | Режиссёр       | Автор сценария            | Дата премьеры | Зрители в США (млн) |
| ------- | ---------- | ---------------------------------------------- | -------------- | ------------------------- | ------------- | ------------------- |
| 1       | 1          | «No Place Like Home» «Нет места лучше дома»    | Кевин Карлин   | Пит МакТиг                | 1 мая 2013    | н/д                 |
| 2       | 2          | «Fly Me Away» «Унеси Меня Прочь»               | Кевин Карлин   | Пит МакТиг                | 8 мая 2013    | н/д                 |
| 3       | 3          | «The Girl Who Waited» «Девушка, которая ждала» | Катрин Миллар  | Пит МакТиг                | 15 мая 2013   | н/д                 |
| 4       | 4          | «The Things We Do» «То, что мы делаем»         | Катрин Миллар  | Пит МакТиг                | 22 мая 2013   | н/д                 |
| 5       | 5          | «Velvet Curtain» «Бархатный занавес»           | Тори Гаррет    | Пит МакТиг                | 29 мая 2013   | н/д                 |
| 6       | 6          | «Captive» «Пленник»                            | Тори Гаррет    | Пит МакТиг                | 5 июня 2013   | н/д                 |
| 7       | 7          | «Something Dies» «Что-то умирает»              | Джет Уилкинсон | Пит МакТиг                | 12 июня 2013  | н/д                 |
| 8       | 8          | «Mind Games» «Игра разума»                     | Джет Уилкинсон | Лэлли Кац и Эмма Дж. Стил | 19 июня 2013  | н/д                 |
| 9       | 9          | «To the Moon» «На луну»                        | Кевин Карлин   | Джиула Сэндлер            | 26 июня 2013  | н/д                 |
| 10      | 10         | «Checkmate» «Шах и мат»                        | Кевин Карлин   | Эмма Дж. Стил             | 3 июля 2013   | н/д                 |

## Производство
В марте 2012 года было объявлено, что современное переосмысление (ремейком) «Узника» было заказано Фокстел. Брайан Уолш, исполнительный директор телевидения в Фокстел, заявил, что Уэнтуорт не будет ремейком «Узника», который шёл с 692 эпизодами на «Network Ten» с 1979 по 1986 год. Он продолжил: "Уэнтуорт будет динамичным и очень интересным драматическим сериалом, разработанным и стилизованным специально для подписной телевизионной аудитории. Мы сказали продюсерам раздвинуть все границы и честно изобразить жизнь изнутри такой, какая она есть в 2012 году." Лара Радулович и Дэвид Ханнам разработали Уэнтуорт из оригинальной концепции Рега Уотсона. FremantleMedia и режиссёр драмы Джо Портер будут производить Уэнтуорт. Первый эпизод и несколько последующих эпизодов были написаны Питом МакТигом. Телевизионный критик Майкл Идато выступил в качестве консультанта по сериалам, а Керри Такер выступил в качестве консультанта по подлинности.
Джо Портер прокомментировал, что серии будут исследовать "политику женщин в мире с небольшим количеством мужчин, и как опыт бросает им вызов и меняет их, иногда к лучшему." Уэнтуорт находится в современном мире и сосредотачивается на первых днях Би Смит в тюрьме. Сюжетные линии включают в себя сочетание оригинальных заключенных и сотрудников из «Узника» с персонажами, разработанными специально для Уэнтуорт. Фокстел сообщил репортеру из Сидней Морнинг Геральд, что оригинальные персонажи из «Узника» будут современной интерпретацией в новых сериях. Изначально сообщалось, что никто из оригинального состава «Узника» не будет появляться в первом сезоне Уэнтуорт, однако Энн Чарльстон, которая имела несколько небольших ролей в оригинальном сериале, сделала миниатюрное появление как Лиз Бердствуд, и Алекс Менглет и Глория Аженстат, которые сыграли Рэя Проктора и Тэмми Фишера в оригинальном сериале будут гостевыми персонажами в новом сериале. Фокстел рассказал, что продюсеры смотрели, как они могли бы включить музыкальную мелодию "On The Inside", в новые серии.
5 июня 2013 года, было подтверждено, что Уэнтуорт был продлен на 2-й сезон. Репортер австралийского Ассошиэйтед Пресс сообщил, что производство начнется позже в этом же году, и сезон выйдет на экраны в 2014 году. Джо Портер заявил: "Мы собрали экстраординарную команду сценаристов, которые не могут дождаться начала 2-го сезона. У нас еще так много историй." В январе 2014 года было объявлено, что 3-й сезон Уэнтуорт был заказан, прежде чем второй вышел в эфир. Аналогичным образом, 12-серийный 4-й сезон был объявлен перед выходом в эфир 3-го сезона 27 февраля 2015 года. 4-й сезон вышел в эфир с 10 мая 2016 года. Даниэль Кормак подтвердила, что 5-й сезон был введён в разработку 19 июля. Премьера двенадцати серий состоялась 4 апреля 2017 года. 9 мая 2017 года, Fox Showcase объявила, что сериал был продлен на 6-й сезон, премьера состоялась 19 июня 2018 года. Седьмой сезон был введён в разработку в апреле 2018, перед премьерой 6-го сезона, со съемками, начинающимися на следующей неделе, и премьерой, установленной на 28 мая 2019 года. 5 декабря 2018 года было подтверждено, что было введено в разработку ещё 20 эпизодов, производство которых начнется в сентябре 2019 года, а эпизоды будут транслироваться до 2020 и 2021 годов.

### Кастинг

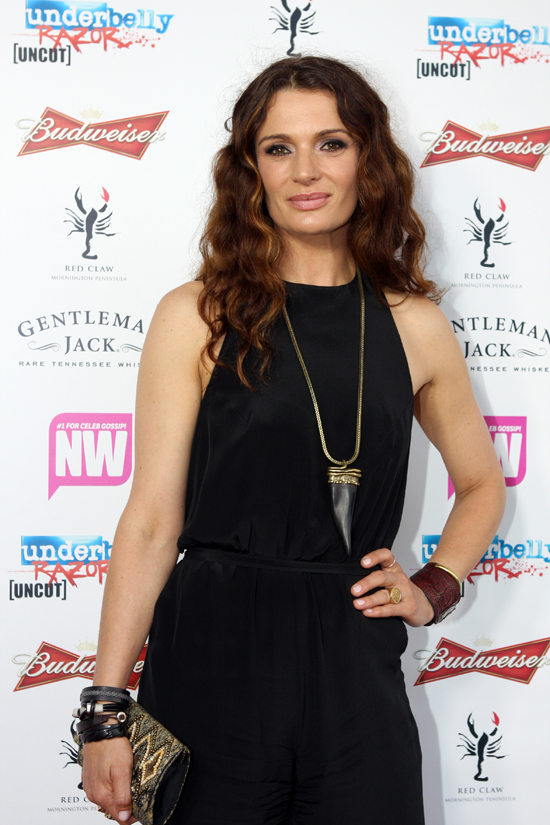
Актриса Даниэль Кормак выбрана на роль Би Смит.

4 октября 2012 года, репортер из The West Australian показал, что Селия Айрлэнд и Кейт Эткинсон присоединились к актёрскому составу Уэнтуорт, в то время как Шарина Клэнтон дебютирует в качестве Дорин Андерсон. Даниэль Кормак была выбрана в роли Би Смит, она заявила: "Я абсолютно восхищена быть частью перезагрузки такой знаковой драмы. «Узник» оставил неизгладимый след на фанатах, и я очень надеюсь, что переосмысление этого сериала будет так же популярно у зрителей сейчас, как и тогда. Актеры Робби Магасива и Аарон Джеффри сыграют сотрудников исправительных учреждений в центре заключения. Дэвид Нокс из TV Tonight сообщил, что Николь Да Силва , Крис МакКвейд, Катрин МакКлементс и Лианна Уолсмен также присоединились к актерскому составу.
После окончания 1-го сезона выяснилось, что во втором сезоне будет представлен культовый персонаж Джоан "Фрик" Фергюсон, садистка, лесбиянка, тюремный офицер. Джо Портер прокомментировал: «Узник предложил очень богатый колодец удивительных персонажей, и авторы Уэнтуорта очень взволнованы пересмотром характера тюремного офицера Джоан "Фрик" Фергюсон в нашем 2-м сезоне.» Эрин МакУиртер из TV Week сообщил, что бывшая актриса «Все святые» Тэмми Макинтош была одной из актрис, по слухам, которой предложили роль. 21 сентября 2013 года, было подтверждено, что Памела Рэйб была выбрана на роль Джоан Фергюсон. Крис МакКвейд, Катрин МакКлементс и Лианна Уолсмен не повторяли свои соответствующие роли Джека Холта, Мэги Джексон и Эрики Дэвидсон в течение второго сезона. Катрина Милошевич, которая играет Сью «Бумер» Дженкинса, была переведена на главную роль.
Актриса Пиа Миранда, Либби Тэннер и Тэмми Макинтош присоединились к актёрскому составу с 3-го сезона в роли Джоди Спитери, психолога Бриджет «Гиджет» Вестфолл и Карен ''«Каз»'' Проктор соответственно. Сигрид Торнтон, которая играла Рос Коулсон в «Узник», присоединится к актёрскому составу в течение 4-го сезона. Она не будет повторять свою прежнюю роль, но будет играть другого заключённого персонажа Соню Стивенс. В ноябре 2015 года было объявлено, что Кейт Дженкинсон и Бернард Карри появятся в шоу в роли заключённой Элли Новак и офицера Джейка Стюарта.
В апреле 2018 года было объявлено, что австралийская актриса Леа Пурселл присоединилась к актёрскому составу в роли Риты Коннорс, роль которую первоначально играла Гленда Линскотт в «Узник». Также к актёрскому составу присоединились Сьюзи Портер в роли криминального матриарха Мари Винтер, роль, первоначально сыгранную Мэгги Миллар в «Узник», и Рарривуи Хик в роли молодой боксёрши Руби Митчелл. Шэйн Коннор также присоединился к актёрскому составу в повторяющейся роли, роли Рэй Хаузера, байкера и парня Риты Коннорс.
В 7-м сезоне были представлены Моргана О’Рейли (в роли заключённой Нарелли Стэнг), Рик Дональд (в роли офицера Шона Броуди), Девид де Латур (в роли психолога Грега Миллера).

### Съёмка
Фокстел подтвердил, что Уэнтуорт не будет сниматься на оригинальной АТВ-10 студии в Нанавадинге, Штат Виктория (Австралия), где был снят Узник. Уэнтуорт вместо этого был снят на специально построенной площадке в пригороде Клейтона, Штат Виктория (Австралия). В съемках было задействовано 300 актёров и съемочная группа. Десятисерийный сезон снимался в течение четырёх месяцев с 10 октября 2012 года. Уэнтуорт начал выходить в эфир на канале Фокстел SoHo с 1 мая 2013 года. Съемки 2-го сезона начались 23 сентября 2013 года и завершились 13 февраля 2014 года. 2-й сезон начал транслироваться по 20 мая 2014 года. Производство для 3-го сезона возобновилось в марте, и съемки были закончены в конце июля .В том же месяце было объявлено, что собственность, на которой был снят Уэнтуорт, была продана, и декорации будут снесены. Была найдена новая альтернатива, и репортер из TV Week прокомментировал, что было неясно, будет ли потеря сюжета. 3-й сезон начал транслироваться с 7 апреля 2015 года. Производство 4-го сезона началось во 2-й половине 2015 года. 5-й сезон был снят в Мельбурне в августе 2016 года. 9 мая 2017 года Fox Showcase объявила, что сериал был продлен на 6-й сезон, съемки которого начались через неделю.

## Награды и номинации
| Год  | Награда                           | Категория                                                | Получатель                                | Результат |
| ---- | --------------------------------- | -------------------------------------------------------- | ----------------------------------------- | --------- |
| 2013 | Australian Screen Editors         | Best Editing in a Television Drama                       | Philip Watts                              | Номинация |
| 2014 | AACTA Awards                      | Best Guest or Supporting Actress in a Television Drama   | Kris McQuade                              | Номинация |
| 2014 | AACTA Awards                      | Best Television Drama Series                             | Wentworth – Jo Porter, Amanda Crittenden  | Номинация |
| 2014 | ASTRA Awards                      | Most Outstanding Drama                                   | Wentworth                                 | Победа    |
| 2014 | ASTRA Awards                      | Most Outstanding New Talent                              | Shareena Clanton                          | Номинация |
| 2014 | ASTRA Awards                      | Most Outstanding Performance by a Female Actor           | Даниэль Кормак                            | Номинация |
| 2014 | ASTRA Awards                      | Most Outstanding Performance by a Female Actor           | Nicole da Silva                           | Победа    |
| 2014 | ASTRA Awards                      | Most Outstanding Performance by a Female Actor           | Kris McQuade                              | Номинация |
| 2014 | ASTRA Awards                      | Most Outstanding Performance by a Male Actor             | Aaron Jeffery                             | Номинация |
| 2014 | ASTRA Awards                      | Most Outstanding Performance by a Male Actor             | Robbie Magasiva                           | Номинация |
| 2014 | Logie Awards                      | Most Outstanding Drama Series                            | Wentworth                                 | Номинация |
| 2014 | Logie Awards                      | Most Outstanding Actress                                 | Даниэль Кормак                            | Номинация |
| 2014 | Logie Awards                      | Most Outstanding Newcomer                                | Shareena Clanton                          | Номинация |
| 2014 | Equity Awards                     | Outstanding Performance by an Ensemble in a Drama Series | Cast                                      | Номинация |
| 2015 | AACTA Awards                      | Best Lead Actress in a Television Drama                  | Pamela Rabe                               | Победа    |
| 2015 | AACTA Awards                      | Best Television Drama Series                             | Wentworth – Jo Porter, Amanda Crittenden  | Номинация |
| 2015 | ASTRA Awards                      | Most Outstanding Performance by a Female Actor           | Даниэль Кормак                            | Победа    |
| 2015 | ASTRA Awards                      | Most Outstanding Performance by a Female Actor           | Celia Ireland                             | Номинация |
| 2015 | ASTRA Awards                      | Most Outstanding Performance by a Female Actor           | Nicole da Silva                           | Номинация |
| 2015 | ASTRA Awards                      | Most Outstanding Performance by a Female Actor           | Pamela Rabe                               | Номинация |
| 2015 | ASTRA Awards                      | Most Outstanding Performance by a Male Actor             | Aaron Jeffrey                             | Номинация |
| 2015 | ASTRA Awards                      | Most Outstanding Performance by a Male Actor             | Robbie Magasiva                           | Номинация |
| 2015 | ASTRA Awards                      | Most Outstanding Drama                                   | Wentworth                                 | Победа    |
| 2015 | Australian Directors Guild Awards | Best Direction in a TV Drama Series                      | Kevin Carlin for Series 2 Episode 11      | Номинация |
| 2015 | Australian Writers Guild Awards   | Best Script for a Television Series                      | Pete McTighe for "Fear Her"               | Номинация |
| 2015 | Australian Writers Guild Awards   | Best Script for a Television Series                      | Stuart Page for "The Governor's Pleasure" | Победа    |
| 2015 | Logie Awards                      | Most Outstanding Drama Series                            | Wentworth                                 | Победа    |
| 2015 | Logie Awards                      | Most Outstanding Actress                                 | Даниэль Кормак                            | Победа    |
| 2015 | Logie Awards                      | Most Outstanding Actress                                 | Nicole da Silva                           | Номинация |
| 2016 | Logie Awards                      | Most Outstanding Actress                                 | Pamela Rabe                               | Номинация |
| 2016 | Logie Awards                      | Most Outstanding Drama Series                            | Wentworth                                 | Номинация |
| 2016 | Logie Awards                      | Most Outstanding Supporting Actress                      | Celia Ireland                             | Победа    |
| 2016 | AWGIE Awards                      | Best Script for a Television Series                      | Michael Lucas for "Plan Bea"              | Ожидается |
| 2016 | AWGIE Awards                      | Best Script for a Television Series                      | Pete McTighe for "Blood and Fire"         | Ожидается |